# Simulium decafile
Simulium decafile är en tvåvingeart som först beskrevs av Rubtsov 1976.  Simulium decafile ingår i släktet Simulium och familjen knott. Inga underarter finns listade i Catalogue of Life.